# Calzada de los Molinos
Calzada de los Molinos es un municipio y localidad española de la provincia de Palencia, en la comunidad autónoma de Castilla y León, comarca de Tierra de Campos.
La localidad está situada en la comarca de Tierra de Campos próxima al límite con la comarca de La Vega. La localidad se encuentra enclavada dentro de la ruta que constituye el Camino de Santiago (situación que se mantiene en constante disputa). Tiene como referencias más próximas las localidades de Villotilla, Bustillo del Páramo y Carrión de los Condes, siendo esta la más próxima a la localidad. La ruta jacobea de hecho ha jugado un importante papel en la historia de la localidad hecho que queda patente en la sempiterna presencia de la vieira en fachadas, monumentos e incluso en el escudo. Se ha pretendido (y se pretende con insistencia) incluir a Calzada de los Molinos en una suerte de "ruta alternativa", al efecto de favorecer así la ruta que une Carrión-Calzadilla de la Cueza, si bien es cierto que no existe tal ruta alternativa, y que, Calzada de los Molinos es localidad de Pleno derecho dentro del Camino. Bien por su antiguo origen, próximo a la desviación interesada del Camino, bien por la ruta señalizada originariamente como "Camino de Santiago".
Debe constatarse que existe una tradicional hostilidad hacia la localidad de Carrión de los Condes, municipio que históricamente ha percibido a la localidad de Calzada de los Molinos como una "pedanía"; si bien dicha pretensión nunca ha tenido fundamento, pues el origen de ambas localidades es diferente y sin otra relación que la que otorga la propia geografía. Así por ello deben destacarse los diversos intentos —según relatan habitantes de la localidad— de conseguir para alguna de las iglesias de Carrión de los Condes (la de Santiago, expresamente) de las figuras del Apóstol existentes en la iglesia de la localidad, cualquiera de las dos allí depositadas (una de ellas única en el mundo y otra réplica exacta de la situada en Santiago de Compostela, réplica se dice, cuando no "obra gemela").
El origen de la localidad data del reinado de Sancho II de Castilla, situándose este en los actuales parajes de la conocida como Abadía de Benevívere (hoy en manos privadas), con posterioridad la localidad iría desplazándose progresivamente hasta lo que es su actual emplazamiento.
El único templo en pie de la localidad está consagrado, como corresponde a las raíces jacobeas del municipio, a Santiago Apóstol, habiendo existido anteriormente una ermita próxima al molino fluvial más importante de la localidad (y uno de los más notorios de la comarca, debido a su tamaño y capacidades).
Debe destacarse la gran capacidad económica de la que gozó dicha localidad en el pasado, pues disponía de una vasta red de molinos fluviales, al menos cuatro, destinados inicialmente tanto a la moledura del cereal como, incluso, la producción de energía eléctrica, para la cual se situaban equipos y turbinas en dos estaciones consecutivas, la primera de ellas en la factoría conocida hoy como "La Fábrica", y la segunda en la instalación de nombre "Gerones" (ambas de carácter dual, como ya se explicaba), dicho complejo tenía el nombre de "La Victoria", conservándose en la actualidad algunos de los recibos de dicha factoría productora de luz (que suministraba tanto a la propia localidad como a otras adyacentes).
Las mencionadas factorías hacían acopio de la energía proporcionada por el agua embalsada en las diferentes presas que jalonaban la vía fluvial (unión de dos cauces: Uno el —o la— Perionda y otro el Izán —o Izama—). 
Las leyendas locales recurren con insistencia a una antiquísima época en la que tuvo lugar una cruel batalla, posiblemente ligada con la creación del propio municipio, desarrollada en uno de los pagos del municipio (Valdeán). 

## Geografía
El municipio de Calzada de los Molinos se encuentra en la frontera entre las comarcas naturales de La Vega y Tierra de Campos. El relieve es asombrosamente plano asentándose la localidad en plena llanura castellana a unos 830msnm. La única cota que rebasa esa altura (alcanzando casi los 870msnm) es el Monte Carrión, un pequeño bosque de encinas y robles que conforma el límite occidental del municipio. El límite oriental lo marca el Río Perionda y el septentrional el Camino de Santiago.
El paisaje de Calzada está dominado por las extensas tierras de regadío al este y de secano al oeste. Destaca el cultivo de girasol, trigo, maíz y chopo. Aunque no muy abundantes, destacan las extensiones arboladas del mencionado encinar-robledal del Monte Carrión, el robledal en la zona de Las Matas y las extensas alamedas que flanquean las orillas de ríos y arroyos.

## Clima
En cuanto al clima que corresponde al municipio, el atlas climático publicado por la AEMET lo define como Cfb o Csb, es decir, templado con verano templado y sin estación seca y templado con verano templado y seco. Las precipitaciones se mueven en torno a los 500 mm al año, son moderadas, pero teniendo en cuenta su esparcimiento en el tiempo (se dan más de 70 días de precipitación al año) se podría hablar de un clima semihúmedo, lo que unido a una temperatura media bastante fresca (de unos 11 °C) dan lugar a un balance hídrico de relativo superávit la mayor parte del año. La primavera y el otoño son frescos y lluviosos. El invierno es frío, húmedo y largo y no es infrecuente que el número de días de nieve al año supere la docena aunque sin registrarse normalmente nevadas de excesiva entidad. No sucede lo mismo con las heladas que dominan los meses de invierno extendiéndose incluso a meses otoñales o primaverales. El verano es relativamente caluroso y seco, pero mucho menos que en la mayoría de lugares de España, la temperatura mínima de los meses estivales nunca supera los 20 °C a diferencia de otras zonas del país.
| Parámetros climáticos promedio de Calzada de los Molinos | Parámetros climáticos promedio de Calzada de los Molinos | Parámetros climáticos promedio de Calzada de los Molinos | Parámetros climáticos promedio de Calzada de los Molinos | Parámetros climáticos promedio de Calzada de los Molinos | Parámetros climáticos promedio de Calzada de los Molinos | Parámetros climáticos promedio de Calzada de los Molinos | Parámetros climáticos promedio de Calzada de los Molinos | Parámetros climáticos promedio de Calzada de los Molinos | Parámetros climáticos promedio de Calzada de los Molinos | Parámetros climáticos promedio de Calzada de los Molinos | Parámetros climáticos promedio de Calzada de los Molinos | Parámetros climáticos promedio de Calzada de los Molinos | Parámetros climáticos promedio de Calzada de los Molinos |
| Mes                                                      | Ene.                                                     | Feb.                                                     | Mar.                                                     | Abr.                                                     | May.                                                     | Jun.                                                     | Jul.                                                     | Ago.                                                     | Sep.                                                     | Oct.                                                     | Nov.                                                     | Dic.                                                     | Anual                                                    |
| -------------------------------------------------------- | -------------------------------------------------------- | -------------------------------------------------------- | -------------------------------------------------------- | -------------------------------------------------------- | -------------------------------------------------------- | -------------------------------------------------------- | -------------------------------------------------------- | -------------------------------------------------------- | -------------------------------------------------------- | -------------------------------------------------------- | -------------------------------------------------------- | -------------------------------------------------------- | -------------------------------------------------------- |
| Temp. máx. media (°C)                                    | 7.4                                                      | 10.2                                                     | 13.8                                                     | 15.4                                                     | 19.7                                                     | 24.7                                                     | 29.2                                                     | 29.0                                                     | 24.9                                                     | 18.1                                                     | 12.2                                                     | 8.4                                                      | 17.7                                                     |
| Temp. media (°C)                                         | 3.0                                                      | 5.0                                                      | 7.3                                                      | 9.2                                                      | 13.1                                                     | 17.2                                                     | 20.7                                                     | 20.5                                                     | 17.1                                                     | 11.9                                                     | 6.8                                                      | 4.2                                                      | 11.3                                                     |
| Temp. mín. media (°C)                                    | −1.3                                                     | −0.3                                                     | 0.7                                                      | 2.9                                                      | 6.6                                                      | 9.7                                                      | 12.1                                                     | 11.9                                                     | 9.3                                                      | 5.7                                                      | 1.5                                                      | 0.0                                                      | 4.9                                                      |
| Precipitación total (mm)                                 | 46                                                       | 40                                                       | 25                                                       | 51                                                       | 60                                                       | 43                                                       | 29                                                       | 21                                                       | 35                                                       | 50                                                       | 51                                                       | 55                                                       | 510                                                      |
| Fuente: Visor del Atlas Climático Ibérico de la AEMET    |                                                          |                                                          |                                                          |                                                          |                                                          |                                                          |                                                          |                                                          |                                                          |                                                          |                                                          |                                                          |                                                          |

## Historia

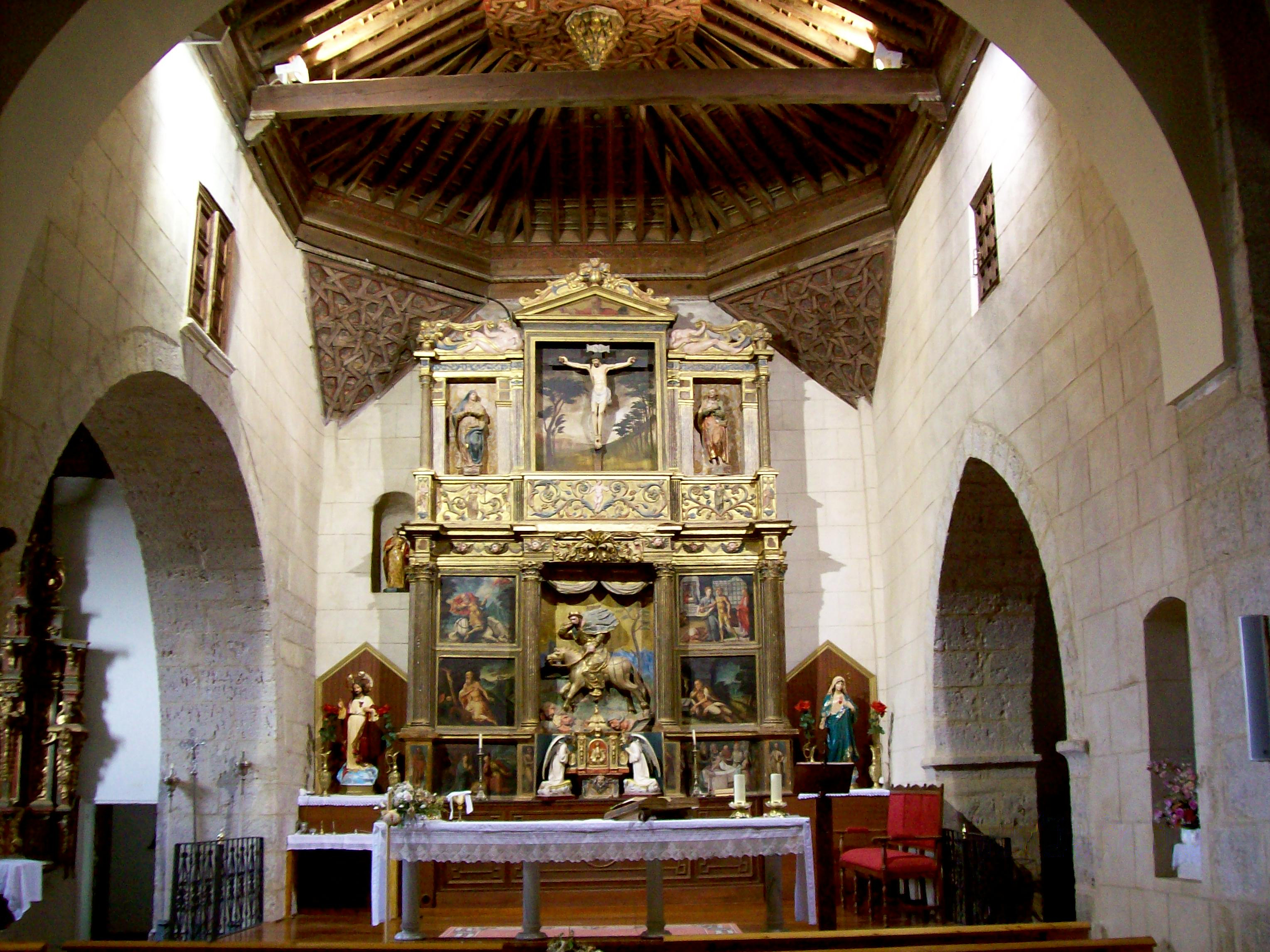
Iglesia parroquial de Santiago Apóstol en Calzada de los Molinos. Panorámica del crucero y parte de su artesonado con el retablo del altar mayor al fondo. Destaca en su centro un curioso relieve que representa al apóstol Santiago en la Batalla de Clavijo, en la que la figura del santo tiene ropaje y tez morunas.

Aunque el asentamiento probablemente es anterior (fundacionalmente ligado a la Abadía, época de Sancho II), dada su situación estratégica y la presencia de dos Calzadas Romanas a la que debe su nombre, y de la que subsisten algunos restos, la primera vez que aparece escrito el nombre de Calzada de los Molinos es en un escrito de la época del Rey Alfonso VIII, con fecha de 1176.
Una de estas vías era la que unía Lacóbriga con Asturica Augusta, la vía 34 ab Asturica Burdigalam y que posteriormente se adoptó como uno de los ramales del Camino de Santiago. La presencia de molinos de agua está documentada desde antiguo en los registros abaciales de los cercanos cenobios de Benevívere y San Zoilo. El propósito de estos molinos fue textil y moledura de ceral y cobró más importancia dada la cercana presencia de la Cañada Real Leonesa, conocida por los lugareños como cordel de las meritas o merinas. Así pues, los molinos se instalaron como batanes para manufacturar la lana. Un documento de compraventa de una de estas instalaciones data de una época tan temprana como 1389.
Sin embargo, el asentamiento al que se refieren estos documentos estaría situada sobre la misma calzada romana, unos kilómetros al norte en dirección hacia Villotilla. Una epidemia de Cólera de las que cíclicamente azotaban la zona, unido a la consagración y rehabilitación del templo como católico, haría que el primitivo núcleo y alquerías dispersas habitadas por los repobladores, muchos de ellos pastores, formaran en el s. XVIII el actual casco de la localidad.
A la caída del Antiguo Régimen la localidad se constituye en municipio constitucional en el partido de Carrión de los Condes que en el censo de 1842 contaba con 36 hogares y 187 vecinos.

### SigloXIX
Así se describe a Calzada de los Molinos en la página 310 del tomo V del Diccionario geográfico-estadístico-histórico de España y sus posesiones de Ultramar, obra impulsada por Pascual Madoz a mediados del siglo XIX:

CALZADA DE LOS MOLINOS

Lugar con ayuntamiento en la provincia y diócesis de Palencia (7 leguas), partido judicial de Carrión de los Condes (1), audiencia territorial y capitanía general de Valladolid (15).
Situado en una llanura a la margen derecha del cuérnago titulado la Peronda, cuyas aguas proceden del río Carrión. Goza de clima sano, siendo las enfermedades más comunes calenturas, fiebres gástricas y algunas pútridas, por lo cual el que más de sus habitantes llega hasta la edad de 80 años. Hacia la parte del O, N y S se descubre la hermosa y dilatada vega de Carrión que forma una vista bastante agradable.
Consta de 48 casas la mayor parte con corrales y de un solo piso bajo, las que aunque mal alineadas forman cuerpo de población en dos calles muy cortas y alguna callejuela. Tiene escuela de primeras letras para niños y niñas concurrida por 14 de los primeros y 6 de las segunda; su maestro está dotado con 24 fanegas de trigo y centeno que pagan los padres de los alumnos, y 96 reales en dinero satisfecho de propios. En el término del pueblo hay alguna que otra fuente sumamente escasas de aguas, por cuya razón sus vecinos se abastecen de las del citado Cuérnago.
La iglesia parroquial dedicada a Santiago Apóstol, se halla al O de la población; el edificio es de construcción antigua con 3 naves de 23 varas de longitud y 17 1/2 de latitud, en las cuales se ven 5 altares de poco mérito; está servida por un teniente de cura nombrado por el diocesano, pues los dos beneficios de que consta, son patrimoniales y se hallan vacantes. El cementerio cercado de tapial de tierra se encuentra en paraje bien ventilado.
Confina el término N Benevivere y Carrión; E el mismo Carrión; S Torre de los Molinos, y O Riveros, Cervatos y despoblado de Pozo-nava, siendo el confín más distante el de la parte del N.
El terreno es bastante llano y casi todo de páramo; las tierras roturadas que son 820 obradas se dividen en 4 clases: a la primera corresponden 12 obradas de regadío, a la segunda 138, y las restantes a la tercera y cuarta destinadas para centeno. A poco más de 1/4 de legua tiene un pequeño monte bajo de roble, cuyo suelo se labra, y linda con otro del citado despoblado de Pozo-nava llamado de Carrión; tanto uno como otro está situado en una altura, que es la única elevación que hay en todo el término del pueblo que se describe.
Como a 50 varas del lugar pasa el Cuérnago enunciado, al cual se une otro titulado río Isan, cuyas aguas saladas del Carrión, sirven para el riego de las heredades. Sobre él hay un puente de piedra sin antepechos con 7 ojos, el mayor de los cuales apenas tiene 1 1/2 varas de luz.
Caminos: estos son de pueblo a pueblo y se hallan en regular estado, excepto el de Carrión que todo se inunda en tiempos lluviosos. Es población de bastante tránsito para León, Galicia y Zamora, y desde las montañas de Guardo a Palencia, Valladolid y Madrid, no menos que de aquellas para Burgos y montañas de Santander, Reinosa y el vecino reino de Francia.
El correo lo reciben en Carrión los mismos interesados.
Producciones: trigo, cebada, centeno, avena, lino, alubias, titos, muelas y haba riojana; ganado lanar, caballar, vacuno, asnal y mular; caza de liebres y perdices; y pesca de anguilas, tencas y bermeja.
La industria consiste en 2 telares para lienzos y lanas del país, 3 molinos harineros y 2 batanes.
Población: 36 vecinos, 187 almas.

Capital productivo: 114.000 reales. Imponible: 6.200. El presupuesto municipal asciende a 1.723 reales, y se cubre con el fondo de propios y el déficit por reparto entre los vecinos.

## Demografía
Cuenta con una población de 310 habitantes (INE 2024).
| Gráfica de evolución demográfica de Calzada de los Molinos entre 1842 y 2021                                          |
| |
| Población de derecho según los censos de población del INE. Población de hecho según los censos de población del INE. |

La situación demográfica de la localidad supone una notable excepción dentro de las localidades semejantes del resto de la provincia y de la comunidad autónoma ya que a pesar de sufrir un progresivo descenso poblacional, la cifra de habitantes parece haberse estancado en torno a los 330 durante la última década, nada que ver con la preocupante situación que viven los pueblos vecinos. En cuanto al envejecimiento de la población es manifiesto, pero también menos acusado que en otras localidades, lo que le permite mantener aún hoy la escuela primaria municipal.

## Patrimonio

### Iglesia de Santiago Apóstol

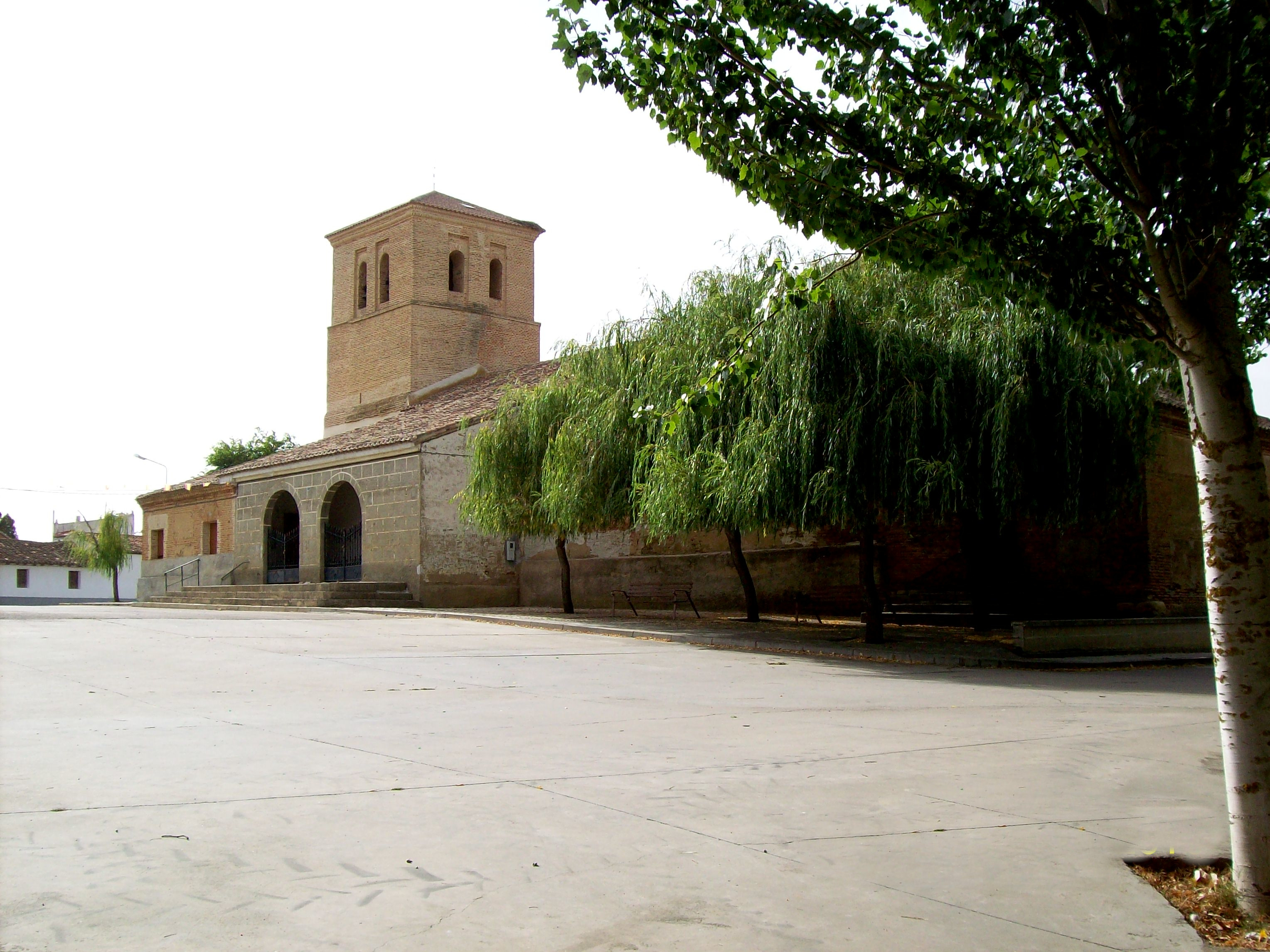
Iglesia parroquial de Santiago Apóstol

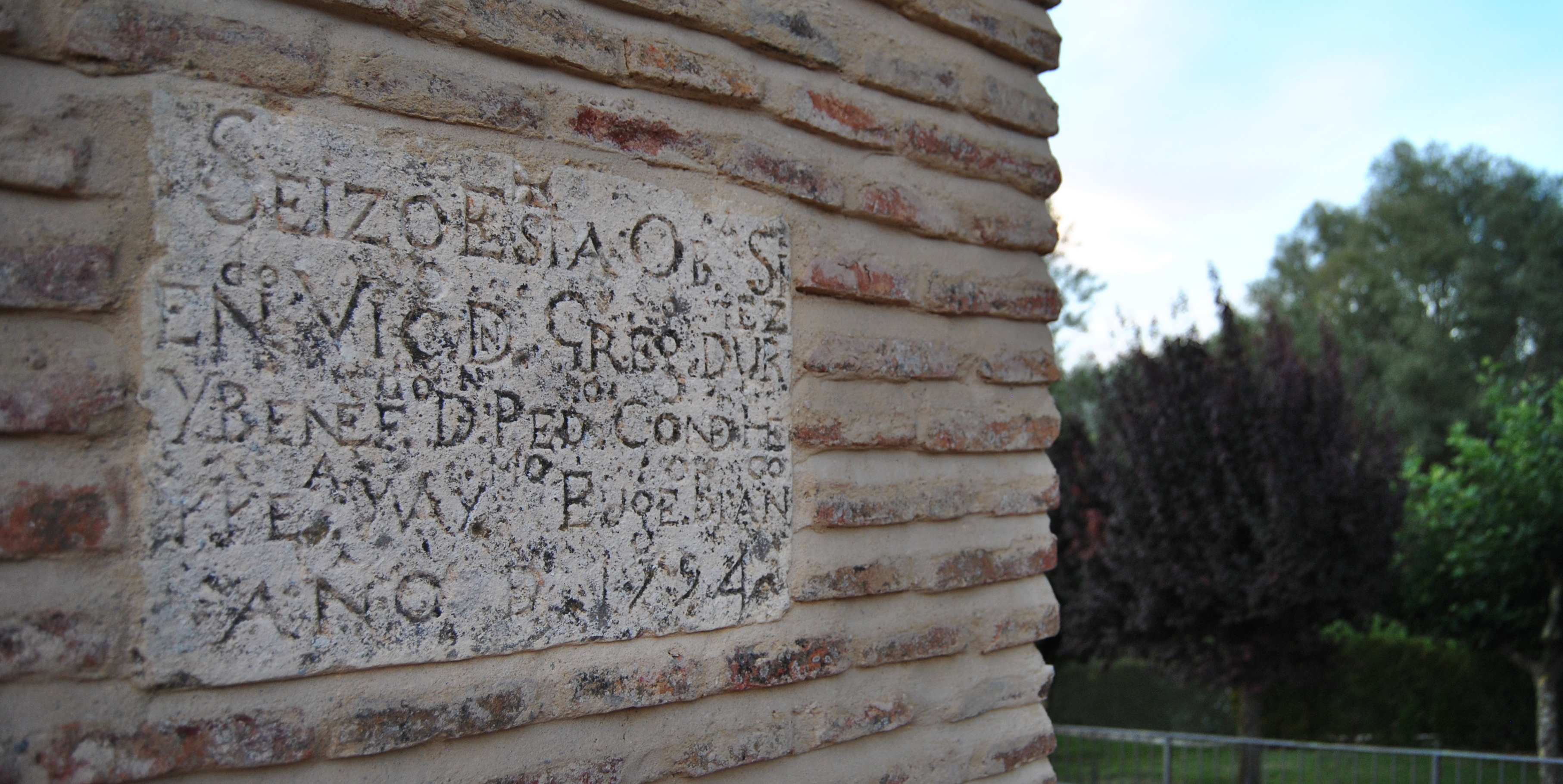
Placa de la Iglesia de Santiago

Única iglesia en pie de la localidad, de origen románico en su base, con acabado mudéjar. Es de planta de tres naves, fechada en 1758 la obra final —pues ya existía con anterioridad, como se ha explicado— , de la que quedarían un arco de medio punto y otro apuntado a ambos lados del altar mayor y ciertos restos de pinturas en el bajocoro, todo ello de un magnífico estilo tardorrománico, con representaciones evangélicas y relativas al viacrucis. Aunque con mezcla de estilos destaca el mudéjar de su torre y del excelente artesonado de su bóveda central, siendo este municipio el origen de la llamada "ruta del artesonado" —comienza en la localidad y finaliza en la leonesa de Sahagún—. Próculo Ibáñez afirma que el templo fue en primer lugar una sinagoga, que se pondría en evidencia por estilo del artesonado que dibuja y entrelaza varias veces un Mogen David. La comunidad judía fue muy pujante en toda la zona (recuérdese que la localidad de Frómista recibe popularmente su población el apodo de "judíos").El retablo, renacentista contiene en la calle central una imagen de Santiago Ápostol a caballo, malinterpretada como del siglo XVI —siendo obvia su readecuación al altar que hoy ocupa, en este caso del siglo XVI—. Es una de las muchas representaciones del "Santiago matamoros" de la probablemente legendaria batalla de Clavijo, si bien única en el mundo por su particular configuración (vestido al estilo moro). Tal vez la pieza más valiosa del conjunto es el Retablo de los Santos mártires, obra del siglo XVI que actualmente se halla en el museo diocesano provincial, retirado a mediados de los años sesenta por el Obispado sin aprobación del municipio, que fue informado de su retirada para "restauración y exposición" (existe desde hace más de dos décadas un interés creciente por el retorno de dicha obra a su emplazamiento originario —recuérdese que las obras se costeaban con cargo al erario municipal y aportaciones privadas, rara vez se costeaban desde instancias superiores; menos aún en este caso—). Es interesante también la gran cantidad de tallas religiosas que desfilan o no en la Semana Santa algunas de ellas de gran valor y calidad artística. Las más destacadas por la devoción popular que despiertan en la localidad son la Piedad, "la Purísima" (talla de vestir con pelo natural), San Isidro Labrador (copatrón de la localidad) y otra talla de Santiago Apóstol matamoros que desfila el 25 de julio, réplica —sino obra gemela— del presente en la Catedral de Santiago de Compostela.

### Villa de las Eras

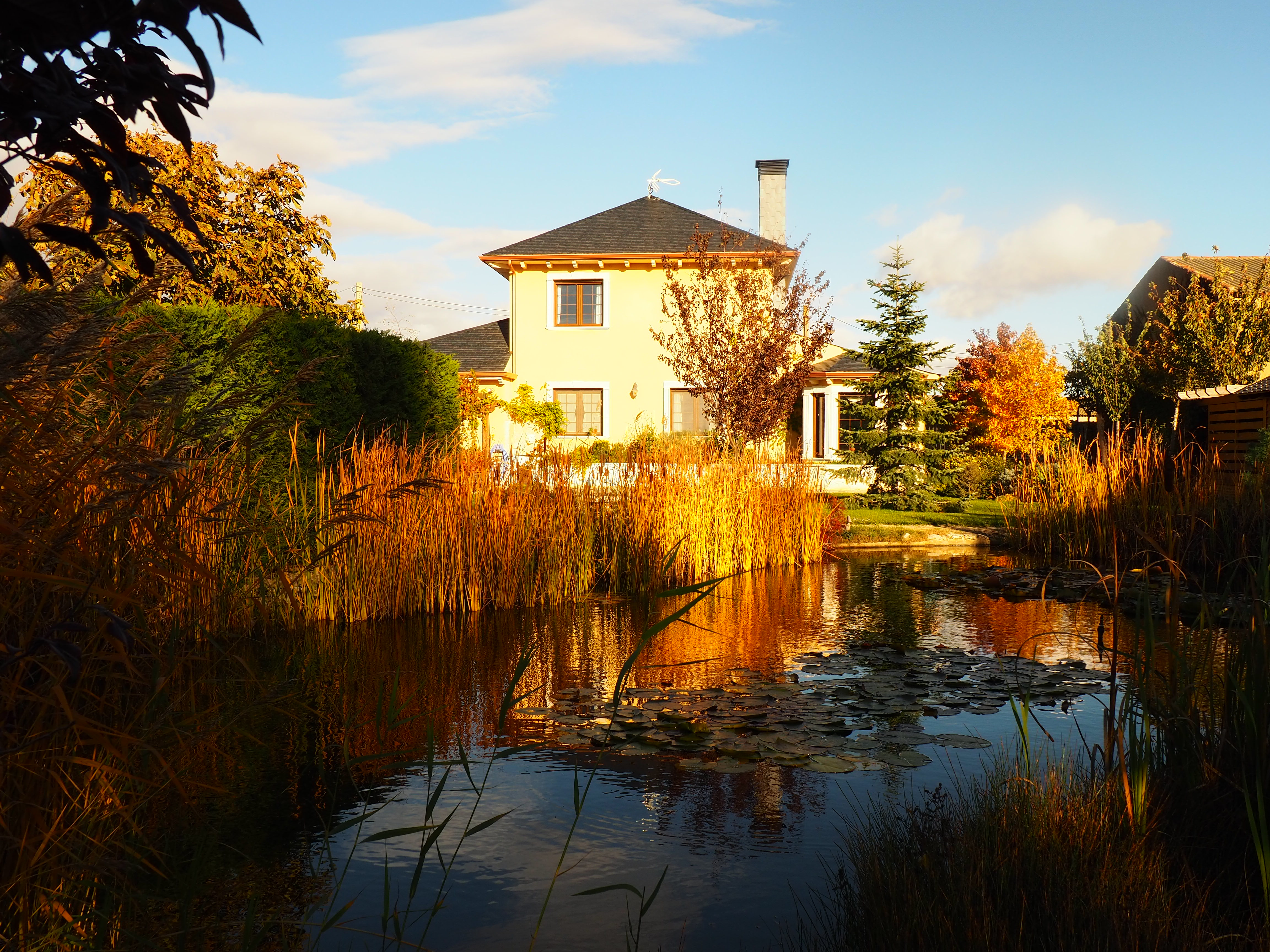
Jardines de la Villa de las Eras

La Villa de las Eras es un jardín privado situado en el casco urbano de la localidad, en el que se distribuyen varios espacios ajardinados con distintos estilos (francés, japonés, español, romántico, boscoso).[cita requerida]